# 조후혁
조후혁(趙侯赫, Brendon Cho)은 현재 호주에서 인터넷 서비스 제공 계열 주식회사중에서 (wholly privately owned) 가장 큰 Exetel Pty Ltd에서 내부감사장 (Head of Veracity)로써 연매출 120 밀리언 달러를 감독하고 있다. 2004년 2월에 창업된 신규 회사인 Exetel에 2004년 5월에 사원으로 입사해서 2008년 11월 스리랑카 지사 설립을 성공시킴을 주도함으로써 2009년 4월에 CEO 다음인 재무관리이사 (Chief Financial Officer)로 승진을 했고, 연매출 65밀리언 달러를 책임지게 된다. 2012년부터 회사 매각 관련해서 총 책임자로 활동하고2013년 회사 정책 변경으로 인해서 새로운 경영진과 함께 구조조정과 새로운 시스템 도입과 서비스 재편성을 통해 연매출 25% 성장률을 기록하게 된다.
서울시 서대문구에 위치한 인창중학교를 졸업하고 대신고등학교 재학중에 가족들과 함께 호주 시드니로 1994년 6월에 이민을 온 그는랭귀지 스쿨을 마치고 1995년초에 버컴힐스 셀렉티브 고등학교를 특차로 입학해서 11학년과 12학년 과정을 마친후 1997년 멕쿼리 대학교에 컴퓨터공학과에 처음에 입학을 하지만 후에 통계학으로 전공을 바꾸고 2002년에 졸업을 한다. 회사 경영진의 전적인 지원을 받아 호주의 명문 비지니스 스쿨인 MGSM (Macquarie Graduate School of Management)에 2006년 입학해서 MBA 과정을 수료했다.
2012년 8월부터 모교인 멕쿼리 대학교와와 MGSM 경영행정 대학원, UNSW (University of New South Wales), 홍콩에 있는 AGSM (Australian Graduate School of Management), 호주 공인 회계사 인증기관인 CPA Australia에서 초청 강사로 활동을 하고 있으며 '국제경영전략’과 ‘기업의 사회공헌 활동’ 그리고 ‘서양 경영철학’에 대해서 강의를 한다.
또한 2018년 4월 멕쿼리 대학교의 경제 경제학부 졸업식에 최연소 occasional speaker 보관됨 2018-11-05 - 웨이백 머신로 초청을 받아 졸업생들을 위해 축사를 전했으며, 2014년 5월에 호주 정부에서 지원하는 Lucy Mentoring Program의 멘토로 선정되어 젊고 능력 있는 뛰어난 인재들을 일대일 양육하는데 프로그램에 현재까지 참여하고 있다.

## 경력
- 2015~ 엑스텔 내부감사장 (Head of Veracity)
- 2014~2015 엑스텔 상업부장 (Commercial Manager)
- 2013~2014 엑스텔 수석경영분석가 (Chief Business Analyst)
- 2009~2013 엑스텔 재무관리이사 (Chief Financial Officer)
- 2007~2009 엑스텔 재정부장 (Financial Controller)
- 2005~2007 엑스텔 재정 & 행정과장 (Manager – Finance & Administration)
- 2004~2005 엑스텔 청구 & 사무관리자 (Supervisor – Billing & Administration)
- 2003~2004 넷콤 기술지원 영업 컨설턴트 (Technical Sales Consultant)

## 학력
- 2013~2016 CPA Australia Foundation Program - Associate CPA Member
- 2009~2010 멕쿼리 대학교 경영대학원 MBA (Master of Business Administration)
- 2007~2008 멕쿼리 대학교 경영대학원 재무관리 석사 (Master of Management in Financial Management)
- 2006~2006 멕쿼리 대학교 경영대학원 대학원 과정 (Postgraduate Certificate in Management)
- 1997~2006 멕쿼리 대학교 통계학 전공
- 1995~1996 버컴힐스 셀렉티브 고등학교 졸업

## 강의 내역
- 멕쿼리 대학교 - BUS303 International Business Project, 2018년 9월
- MGSM 경영행정 대학원 - MGSM850 Strategic Frameworks, 2018년 8월
- MGSM 경영행정 대학원 - MGSM850 Strategic Frameworks, 2018년 5월
- 멕쿼리 대학교 - BUS301 Global Business Strategy, 2018년 4월
- RMIT University - BUSM4178 Issues in International Business 2017년 9월
- CPA Australia - Commerce and Industry Accounting Discussion Group, 2017년 5월
- 멕쿼리 대학교 - BUS301 Global Business Strategy, 2017년 4월
- 홍콩 대학교 MBA - 'An Extraordinary Story of an Ordinary Startup in Australia', 2017년 3월[16]
- 성균관 대학교 MBA - 'An Extraordinary Story of an Ordinary Startup in Australia', 2016년 11월[17]
- 성균관 대학교 - '호주 이민자로써 풀어본 가족역할의 분담', 2016년 11월[18]
- 멕쿼리 대학교 - BUS303 International Business Project, 2016년 6월
- 멕쿼리 대학교 - BUS301 Global Business Strategy, 2016년 4월
- 멕쿼리 대학교 - BUS202 International Business Operations, 2015년 12월
- 서울시립대학교 - '한국 사람의 호주 이야기' 특강, 2015년 11월[19]
- 동국대학교 - '한국 사람의 호주 이야기' 특강, 2015년 11월[20]
- UNSW 비지니스 스쿨 - MGMT5610 Integrative Cases in International Business, 2015년 9월
- CPA Australia - Institute of Chartered Accountants of India (ICAI), 2015년 10월
- 멕쿼리 대학교 - BUS303 International Business Project, 2015년 8월
- 멕쿼리 대학교 - BUS301 Global Business Strategy, 2015년 4월
- 홍콩 AGSM - MNGT8582 International Business Strategy in Asia, 2014년 12월[21]
- CPA Australia - Hawkesbury Nepean Accountants Discussion Group, 2014년 9월[22]
- 멕쿼리 대학교 - BUS303 International Business Project, 2014년 8월[23]
- 멕쿼리 대학교 - BUS301 Global Business Strategy, 2014년 5월[24]
- CPA Australia - Young Professional Discussion Group, 2014년 4월[25]
- 홍콩 AGSM - MNGT8582 International Business Strategy in Asia, 2013년 11월[26]
- 멕쿼리 대학교 - BUS301 Global Business Strategy, 2013년 4월[27]
- UNSW - MGMT3101 International Business Strategy, 2012년 8월[28]

## 영상
- 멕쿼리 대학교 - 경제 & 경영학부 졸업식 축사, 2018년 4월
  - 졸업식 영상

- 멕쿼리 대학교 – ‘국제경영전략’ (BUS804 International Business Strategy) 온라인 교제를 위한 담당 교수와 인터뷰, 2014년 5월
  - 인터뷰 영상 파트 1
  - 인터뷰 영상 파트 2
  - 인터뷰 영상 파트 3

## 사족(蛇足)
- 슬하에 두명의 딸과 한명의 아들이 있으며, 삼국지를 너무 좋아해 아들의 이름을 산상 조자룡을 따라 ‘운’ (霧)으로 지었다.
- 와인을 좋아해서 맛과 향 그리고 색으로 포도 품종과 생산지를 비교적 잘 맞출수 있다.
- 현재 미국에서 활발하게 활동중인 콘서트 피아니스트 Vivian Choi[29]와 바이올리니스트 민예진양과[30] 절친한 친구 사이다.
- 베를린 필하모닉 오케스트라의 상임 지휘자 카라얀 연미복을 만드셨던 재단사가 직접 양복을 만들어 주신다.